# La Millième Fenêtre
La Millième Fenêtre (en francès La finestra número mil) és una pel·lícula francesa dirigida el 1960 per Robert Ménégoz. Fou rodada a Clos-la-Garenne. Va participar fora de concurs a la selecció oficial del Festival Internacional de Cinema de Sant Sebastià 1960

## Argument
A la unitat urbana de París, una empresa de construcció manipula al propietari d'una casa que es nega a abandonar el local: segons el promotor, aquesta posició compromet la finalització de la implantació d'una ciutat amb mil finestrals.

## Repartiment
- Pierre Fresnay: Armand Vallin
- Jean-Louis Trintignant: Georges Desvignes
- Barbara Kwiatkowska: Ania
- Michel de Ré: Tourtet
- Michèle Méritz: Maggy Tourtet
- Françoise Fleury: Annie
- Julien Carette: Grand père Billois
- Jean-Paul Roussillon: Boutain
- Gérard Darrieu: Billois
- France Asselin: Yvonne
- Hubert Deschamps: Dumas
- Robert Le Fort: Palette
- Françoise Hornez: Mme Blot